# RMI Electra Piano

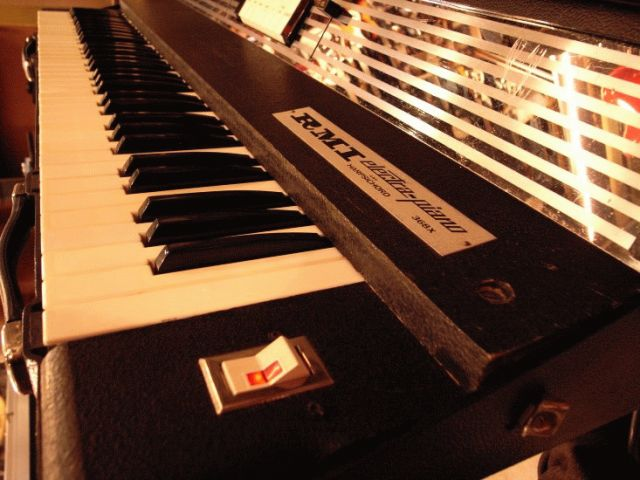
Il pianoforte elettrico RMI 368X Electra-piano

 L'RMI Electra Piano è un modello di pianoforte elettrico, costruito dalla RMI. Ne sono stati prodotti molti modelli con diverse caratteristiche dal 1967 al 1980.
Anche se era indirizzato ai musicisti rock come sostituto per il pianoforte acustico nei concerti, il suono dello strumento è dissimile da questo. Tuttavia, ha resistito in popolarità per il suo tratto distintivo, che è alto, armonioso, e simile al clavicembalo. Poiché usa transistor per la generazione sonora, il suo suono è molto diverso dai simili pianoforti elettrici prodotti da Rhodes o Wurlitzer, che usavano linguette o forchettine come generatori sonori.
Possiede dei tasti di selezione del suono distintivi, simili a quelle degli organi combo. Ha tre suoni differenti che possono essere miscelati in combinazione (Piano, Harpsichord, & Lute, più due variazioni chiamate Piano PP e Harpsichord PP), una modalità organo (che aumenta il decadimento del suono generato dalla tastiera), e una modalità Accenter (che era simile all'effetto percussivo di un Organo Hammond). Un tasto per selezionare il basso è stato aggiunto dopo. Quando oscillava rapidamente, dava al suono una qualità gorgheggiante.

## Musicisti che hanno utilizzato l'RMI Electra Piano
- Friedrich Gulda ("It's All One")
- Todd Rundgren ("A Wizard, a True Star")
- Dr. John ("Right Place, Wrong Time")
- Don Preston (dei Mothers of Invention)
- Delaney & Bonnie ("Only You Know and I Know", suonata da Leon Russell)
- Rick Wakeman (sugli album degli Yes Fragile, Close to the Edge, Tales from Topographic Oceans, e l'album live, Yessongs, così come sui suoi album da solista "The Six Wives of Henry VIII" e "No Earthly Connection")
- Tony Banks (sugli album dei Genesis,The Lamb Lies Down on Broadway, A Trick of the Tail, e Seconds Out)
- John Lennon (Imagine, sulla quale il piano RMI, suonato da Lennon, è miscelato con la traccia principale di pianoforte acustico; anche "Oh My Love", suonata da Nicky Hopkins)
- Linda McCartney la usò come tastiera primaria con la band Wings. Può essere ascoltato sulla title track del primo album dei Wings Wild Life.
- Stevie Wonder ("Isn't She Lovely")
- Blood, Sweat & Tears ("You've Made Me So Very Happy", "And When I Die")
- Ray Manzarek (dei Doors, "Hello, I Love You" [anche visto nel video promozionale registrato in Germania], "Waiting for the Sun", "Shaman's Blues", "The Soft Parade")
- Labelle ("Lady Marmalade")
- Sparks (L'RMI è stata la tastiera principale del tastierista e autore Ron Mael per molti anni, e può essere ascoltata in molte canzoni della band del '70)
- Alan Price (ha usato l'RMI come tastiera principale nel 1970, più prominentemente nel film O Lucky Man!, così come nella colonna sonora.)
- Chick Corea (Ne ha suonato uno nell'album di Miles Davis del 1968, Filles de kilimanjaro)
- Keith Jarrett (ne ha avuto fornito uno per il suo concerto con Miles Davis al Festival dell'Isola di Wight del 1970)
- Jon Lord dei Deep Purple. (Lo usa su "Demon's Eye", "Space Truckin'", & Never Before. Installò i generatori di suono dell' RMI Electra Piano dentro il suo organo Hammond nel 1973, che gli permise di suonare toni sovrapposti di RMI e Hammond simultaneamente)
- Tero Koski (dei Nurkostam, nella colodda sonora di 1908)
- Lou Martin con Rory Gallagher nell'Irish Tour '74, come visto nel documentario.
- Richard Sohl, con il Patti Smith Group.
- Paul Bley & Scorpio.